# Musée local de Tchernivtsi
Le Musée local de Tchernivtsi (ukrainien : Чернівецький краєзнавчий музей) est un musée créé en 1863 situé à Tchernivtsi, en Ukraine. 

## Historique
Il est au 20 de la rue Koblianska à Tchernivtsi dans un bâtiment classé.

## Collections

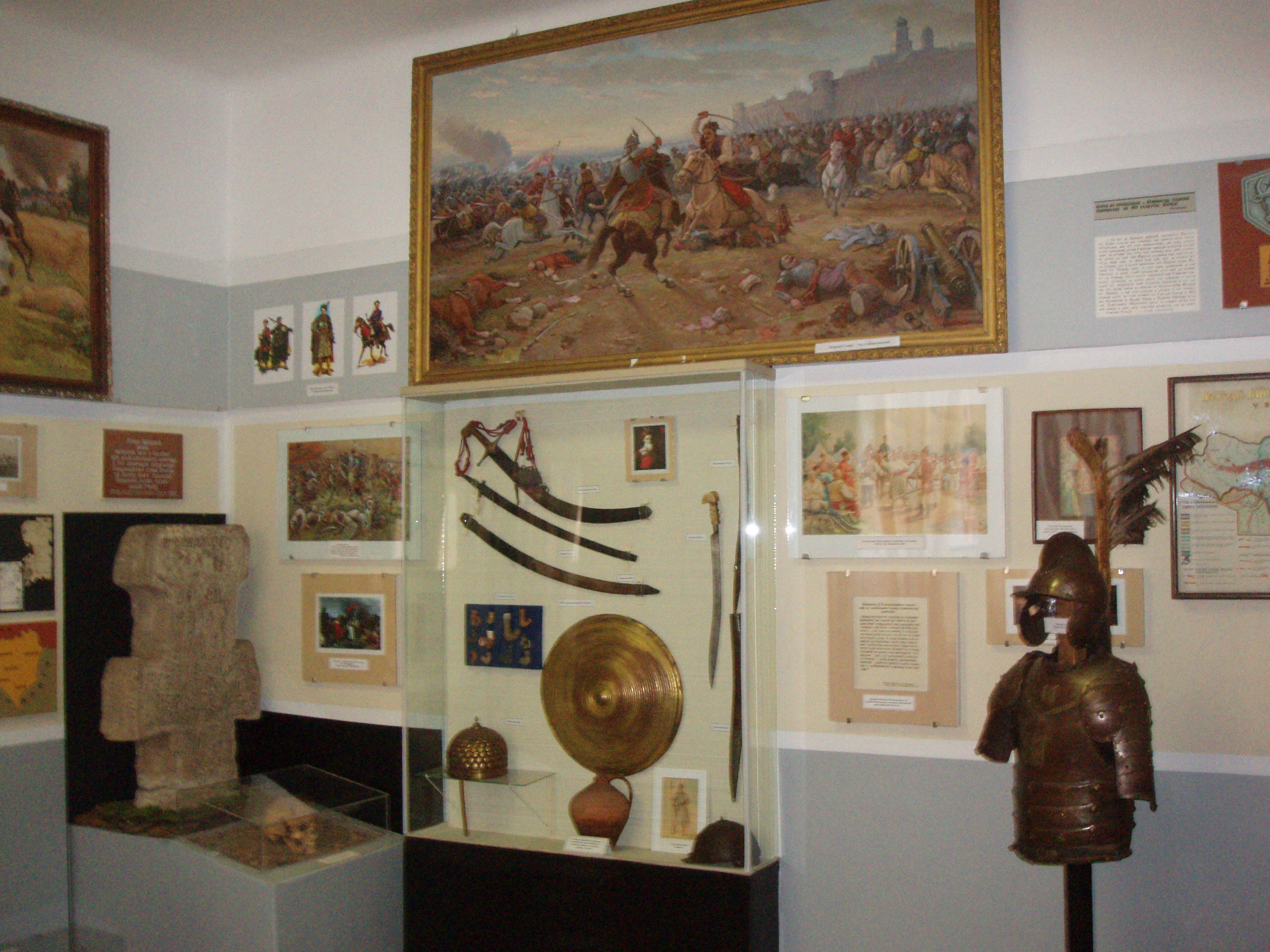
Salle des armes
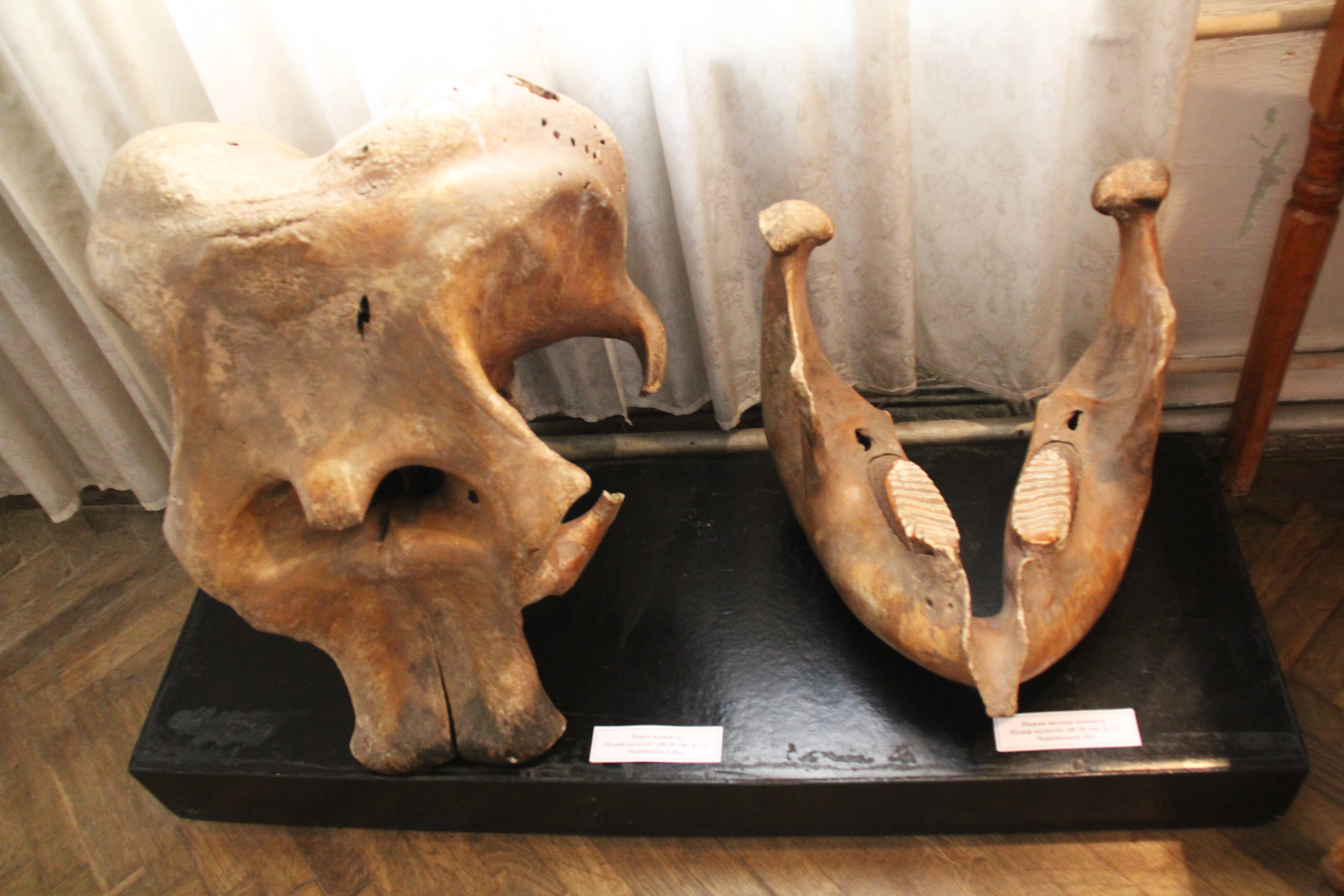
crâne de pachyderme,
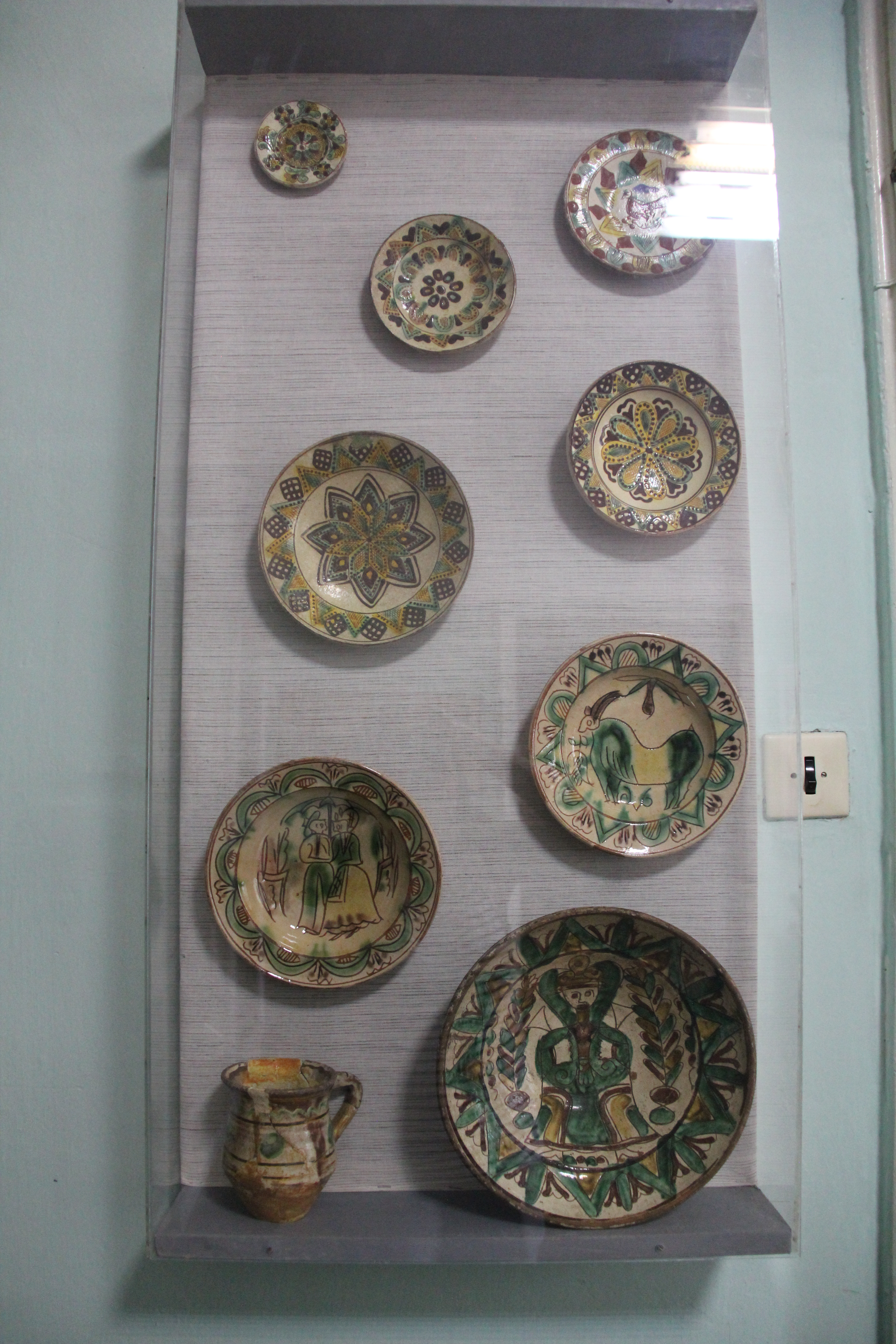
céramiques,
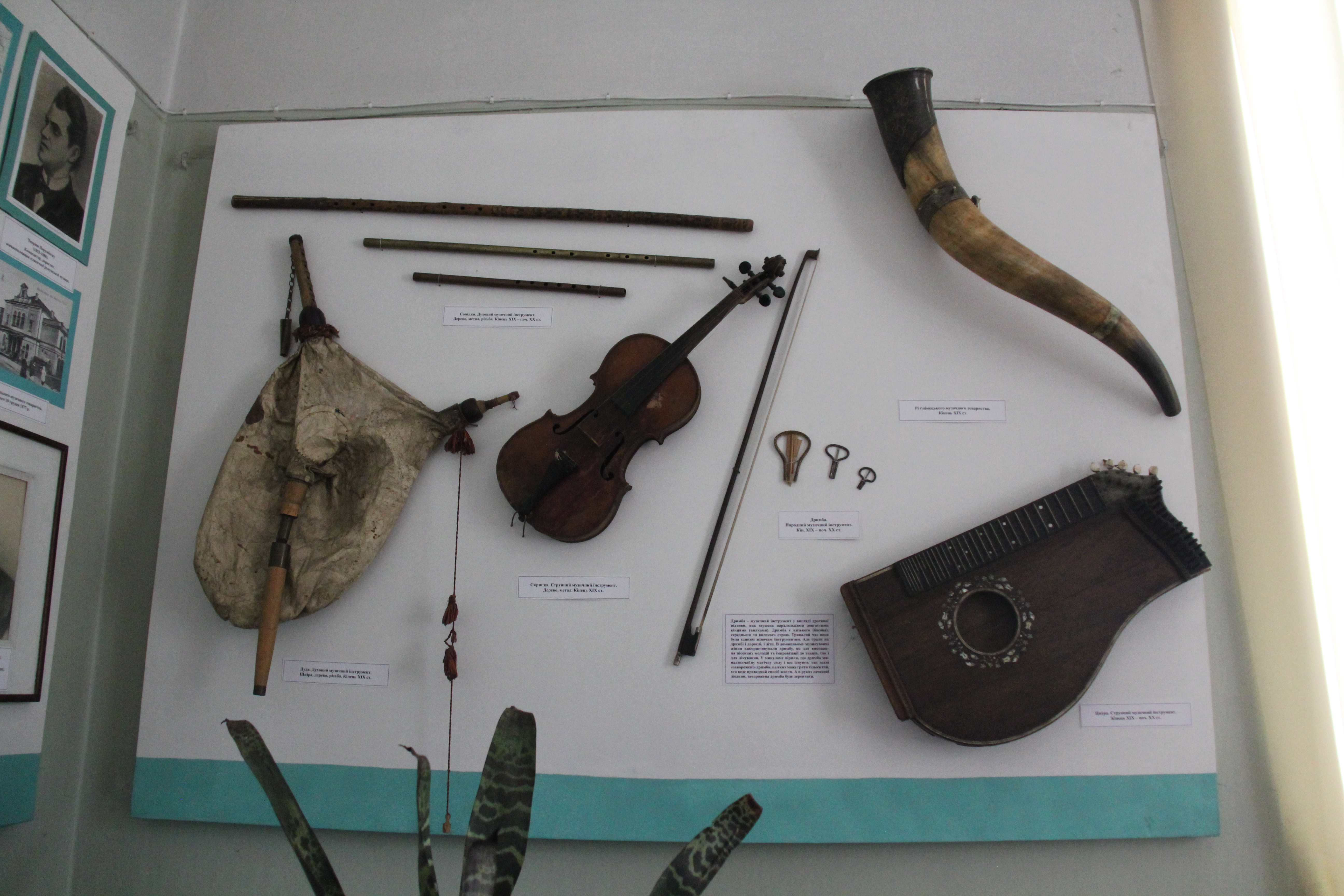
instruments de musique.